# Valle-di-Campoloro
Valle-di-Campoloro es una comuna y población de Francia, en la región de Córcega, departamento de Alta Córcega.
Su población en el censo de 1999 era de 263 habitantes.